# Liste d'écrivains rwandais
Cette liste, non exhaustive, à compléter, recense les écrivains rwandais, réputés, du pays ou de la diaspora, en toute langue. Elle peut inclure quelques non nationaux, plutôt d'avant l'indépendance, et divers binationaux depuis.

## ABCDEF
- Maggy Corrêa[1], écrivain de langue française, autobiographe,
- Liliane Bahufite, romancière
- Gaël Faye (1982-)
- Tete Loeper [2](1990-), Ecrivaine de la langue anglaise et allemande, Roman: Barfuß in Deutschland

## GHIJK
- Édouard Gasarabwe[3],[4],[5](1938-), romancier et folkloriste,
- Gilbert Gatore (1981-),
- Amata Giramata (1996-),
- Jeannine Herrmann-Grisius[6],[7], romancière, en langue française,
- Immaculée Ilibagiza[3],[8] (1972-),
- Alexis Kagame[3],[9], (1912-1981), prêtre et écrivain,

## LMNO
- Fred Mfuranzima (en) (1997-),
- Thérèse Muamini[10], romancière, en langue française,
- Esther Mujawayo (1958-),
- Yolande Mukagasana (1954-), écrivain de langue française, autobiographie,
- Scholastique Mukasonga (1956-),
- Gaspard Musabyimana[11] (1955-),
- Saverio Nayigiziki[12],[13],[3],[9] (1915-1984), éducateur, traducteur et écrivain,
- Joseph Ndwaniye (1962-) écrivain, infirmier[14],

## PQRST
- Pie-Pacifique (en) (1980-)
- Cyprien Rugumba[15],[3] (1935-1994), poète et compositeur,
- Révérien Rurangwa, romancier,
- Benjamin Sehene[16] (1959-),

## UVWXYZ
- Marie-Aimable Umurerwa[17],[18], écrivain de langue française, autobiographe,
- Marie Béatrice Umutesi[19](1959-), écrivain de langue française, autobiographe,